# Lecane blachei
Lecane blachei är en hjuldjursart som beskrevs av Berzinš 1973. Lecane blachei ingår i släktet Lecane och familjen Lecanidae. Inga underarter finns listade i Catalogue of Life.